# Бьюкенен, Томас

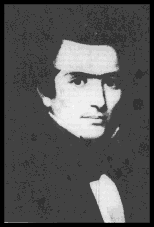
Томас Бьюкенен

То́мас Бьюке́нен (англ. Thomas Buchanan) (19 ноября 1808 — 3 сентября 1841, Монровия) — белый американец, первый губернатор Либерии, родственник 15-го президента США Джеймса Бьюкенена.
До своего назначения губернатором Томас Бьюкенен работал агентом Пенсильванского и Нью-Йоркского сообществ в Басса Ков (Bassa Cove — бухта Басса). Позже Басса Ков переименовали в Бьюкенен в честь него.
В 1839 году Либерия провозглашается содружеством, а Томас Бьюкенен становится её губернатором. Во время его правления США продолжают высыласть в Либерию афроамериканцев, которые, приплывая в Либерию, постепенно осваивают прибрежные территории. Томас правил Либерией вплоть до 3 сентября 1841, когда скончался от болезни (от малярии или жёлтой лихорадки). Томас Бьюкенен похоронен в Монровии.